# IWG
IWG plc, anciennement The Regus Group plc, (LSE : IWG) est une société multinationale dont le siège est situé en Suisse et enregistrée sur l’île de Jersey. Regus et ses marques (HQ, Stratis, Business Meeting Places, Laptop Lane et Stop&Work) proposent à leurs clients des prestations pour prêter des bureaux et des espaces de travail.

## Historique
Au cours d’un voyage à Bruxelles, l'entrepreneur anglais Mark Dixon constate le manque de bureaux disponibles pour les hommes d’affaires en déplacement. En 1989, la société est fondée et ouvre son premier centre d’affaires en Belgique, à Bruxelles.
Puis le groupe entre en Amérique latine en 1994 avec l’ouverture d’un centre à São Paulo. En 1999, Regus ouvre un centre à Pékin. Puis l’entreprise s’introduit en 2000 à la Bourse de Londres.
En 2001, elle acquiert Stratis Business Centers. Plus tard dans la même année, le centre d’affaires Regus au 93e étage de la tour Sud du World Trade Center est détruit lors des attentats du 11 septembre ; cinq employés perdent la vie. La compagnie a été accusée d’avoir manqué de réactivité.
En 2002, la compagnie vend des parts (58 %) de sa filiale anglaise à Rex 2002 Limited pour 51 millions de livres sterling, qui avait rencontré de sévères difficultés financières quelque temps plus tôt.
En 2003, la société se place sous la protection du Chapter 11 de la loi américaine sur les faillites puis moins d’un an en plus tard, en 2004, après une restructuration de l’entreprise, la sortie des États-Unis du Chapter 11 est annoncée. En 2004, la compagnie acquiert HQ Global Workplaces. L’ancien siège social de HQ à Addison (Texas) devient un des sièges sociaux Regus. 
Après avoir été proche d’un effondrement 2002, Regus rachète en 2006 les activités anglaises de la société pour 88 millions de livres sterling. Dans la même année, Regus fait l’acquisition de Laptop Lane. Toujours en 2006, l’entreprise crée un partenariat avec Air France – KLM et American Airlines pour accéder à un public d'hommes d’affaires et en 2007 elle entre en partenariat avec American Express.
Regus rachète en France en 2010 les 11 centres d'affaires BFI auprès du groupe Affine et fait en 201 l'acquisition de Buroservices. En 2011, la SNCF retient Regus dans le cadre d’un appel d’offres pour l’implantation de centres d’affaires dans 6 gares françaises (Le Mans, Bordeaux, Nancy, Amiens, Paris Nord et Lille Flandres). Puis en 2012, dans le cadre d’un partenariat avec Shell, l’entreprise développe de nouveaux concepts de Business Lounges dans des stations-services Shell
En 2013, Regus ouvre un centre au Népal et à Pune (Inde). Plus tard cette même année, Regus annonce la création d’une nouvelle société « Stop & Work », en partenariat avec Orange et la Caisse des Dépôts et Consignations afin de développer un réseau de télécentres en Ile-de-France. Le 1er centre Stop&Work ouvre en 2014 à Fontainebleau.
Regus ouvre en 2014 un centre d’affaires à Boulder dans l’État du Colorado (États-Unis) et s’implante dans des aéroports londoniens (Gatwick et Heathrow). 
En 2014 en France, un centre est implanté à Rennes. Regus inaugure également un centre au Stade de France. Une année plus tard, en 2015, dans le cadre de l'accord avec la SNCF, Regus ouvre un centre d'affaires dans la gare de Bordeaux Saint-Jean, après celui de la gare du Mans (ouvert en 2014).
En janvier 2015, Regus fait l’acquisition d’ATEACe.

## Informations économiques
Les principaux clients de Regus sont les petites entreprises, les grands groupes avec des effectifs réduits sur un même site et les professionnels en déplacement. En 2013, le chiffre d’affaires de la société s’élevait à 1,533 5 millions de £. Regus emploie 4 700 personnes dans le monde et est coté à la Bourse de Londres, composant l'indice boursier FTSE 250.